# 伊多波武助
伊多波 武助（いたば ぶすけ）は、江戸時代に秋田で活躍した伊勢商人である。久保田藩の御用商人として藩の財政に貢献し巨万の富を築いた久保田藩へ多額の献金を行い、武士に取り立てられている。また山田洞雲寺の宝篋印塔や大館市松峰の松峰神社の狛犬など、秋田県北部の寺社には武助の寄進によるものが数多く残り、繁栄の跡を今に留めている。

## 初代
初代は通称「武助」、実名は重行で、伊勢国多気郡波多瀬村(現在の三重県多気町）出身。もと高橋姓で松坂屋と称していた。秋田藩佐竹氏の身分取立ての際に郷里の伊勢・多気・波多瀬にちなんだ「伊多波」姓を名乗った。出羽国秋田郡比内岩瀬村（現、秋田県大館市）で長慶金山の経営にも従事した。1755年（宝暦5年）に秋田藩主佐竹義明から「多年金銀御調達或ハ献納功労」によって家禄500石を与えられた。秋田藩領は、当時全国でも有数の鉱産地であり、武助は既に鉱山師として長年にわたって藩財政に貢献したことによって士分に取り立てられている。秋田藩の新家武士の第一号であった。同年、秋田藩は財政難により銀の兌換券を発行する銀札政策を採る。その際に、兌換券の兌換を担当した「札元」の一つに伊多波武助は指名された。1757年（宝暦7年）銀札政策は完全に失敗し、秋田騒動とよばれる騒動に発展する。銀の兌換を担当した札元の多くは潰れ、責任者多数が切腹などの処分を受けた。
その後、隠居して岩瀬から秋田に移り、「以来数十年来御用向相勤、銀穀莫大ニ献納、且銅鉛山御仕入年来戮力（りくりょく）、御国益ヲ取計」ったことにより、御紋附御羽織と御蔵出米100石を与えられた。家紋は五三の桐で永世許可された。
後年、出身地の紀州藩は伊多場が秋田で莫大な利益を得ていることを承知していた。元は高橋姓であり、勝手に名字を変えたことが問い詰められ、上納金を請求されて帰国を命じられた。老齢であることから帰国を渋ると、親戚の者を迎えにやると言われ、しぶしぶ帰国したこともある。紀州藩の財政に貢献したが、感謝された節も見られず、代を経て伊多波家の鉱山稼業が縮小されると、完全に紀州藩との縁は切れている。
藩の鉱山政策について献策した案を藩が採用して老中に説明したことが『石井忠行日記』に記されている。また、秋田藩の金策のために、大坂に出向いたこともある。

## 二代目
二代目の長蔵は、実名を重克と言い、武助の名を世襲している。初代重行の甥に当たり、伊勢国一志郡竹原村（現　三重県津市美杉町竹原）の出身である。養子として重行とともに秋田に移住している。1763年に家督を継ぎ、1769年明和6年には、家禄500石を加増され1,000石となっている。

## 三代目以後
1781年（天明元年）9月5日、身分不相応の華奢と国法を犯したことにより、厳罰に処せられるところ、祖父の功績の為に組下の地位と高禄が召し上がれる処分が下った。そして、俸祿500石が下され岩瀬村での逼塞を命じられた。
伊多波家の系図は1871年（明治4年）まで続くが、伊多波氏が鉱山師として藩に貢献し、藩も伊多波氏を重用していた様子がうかがわれる。
重行・重克の秋田（岩瀬村）移住は、系図から元禄期以降と推定される。ただ、系図の冒頭部分には「吾祖……元禄年間有故テ」岩瀬村に移住したと記されており、彼ら以前に伊勢から関わりのある者が移ったと見るべきであろう。こうした移住の背景には、初代武助の故郷にあった丹生鉱山の水銀採掘技術が考えられ、そういった技術者集団の動きや、採掘・精錬技術の伝播が考えられる。

## 江戸時代の記録
古川古松軒の著書『東遊雑記』に「板場武助と称す豪家あり。家造りも至って美々しく、かかる辺鄙にも都がたにも稀なる家もあるやとおのおの立ち止まり見物せしほどなり。高一万石余り、富饒もて、今佐竹候御用達にて、鑓・乗馬等御免にて士格なり」と、古川古松軒が感心するほどの屋敷を岩瀬村にかまえる一方、現在の秋田市土崎港中央4丁目2には佐竹家から屋敷を拝領し、港の警衛を行いつつ、魚物問屋なども営んでいた。
高山彦九郎も1790年この地方を移動し『北行記』に伊多波武助のことを記録している。そこでは平鉱山(太良鉱山)が1745年から1749年までの5年間、伊多波武助が受山として稼業したことや、岩瀬川の近くにあった松坂屋武助(伊多波武助)の富家のことを記述している。(太良鉱山跡地は現在個人所有のため立ち入りは出来ないが、その跡地には伊多波武助の石の宝塔が現存している)
また、伊能忠敬による『測量日記』(1802年)にも、岩瀬村にあった伊多波武助の屋敷のことが記録されている。岩瀬村には200軒ほどの家屋敷があり、その中に門塀がある伊多波武助の屋敷があり、久保田藩から500石で家中になっていることや、元は松坂屋といって遠国から来た商人であったことを記している。

## 平賀源内と伊多波武助
平賀源内が角館の藩士に宛てた書状に記された、小田野直武の俗称である「武助」という文字が、平賀源内と小田野直武が角館で出会ったとする証拠だとする通説がある。
秋田県立近代美術館の主任学芸主事の山本丈志はこの通説に対して疑問を提示している。山本は、手紙には「武助殿」という敬称が使われているが、50前の平賀源内が25歳の小田野直武に敬称を付けるのはおかしく、これは平賀源内と同じ鉱山の技術があった、伊多波武助を指しているのではないかとしている。

## 民話
昔、北秋田郡早口村田代岳の付近の村に九州か四国から親子で旅に出たが、途中で親に死なれた13歳ばかりの孤児が来た。この少年はコウレン売りとぶつかり売物のコウレンをめちゃめちゃにしてしまった。弁償したくてもその少年にはお金が無かったため、村人達が集まり金を出して弁償してやることにした。すると少年は「割れた分だけの代金を払ってほしい」と申し出た。これを聞いていた村人の一人が、なかなか見どころがある小僧だと思い自分の家に連れて帰った。ある日のこと、この少年が囲炉裏火にあたりながら灰を掻き回していると金を発見する。少年は囲炉裏に焚く柴に金粉がついてくるのだと思い、柴山に行ってみると、金山であった。これが長慶鉱山の発見の経緯で、この少年が伊多波武助であった。